# Парк природе Стара планина
Парк природе Стара планина налази се у источној Србији, на територијама општина Зајечар, Књажевац, Пирот и Димитровград. Захвата површину од 142 219 хектара и 64 ара. Под заштитом је државе као природно добро од изузетног значаја, сврстано у 1. категорију. Подручје Старе планине проглашено је за парк природе 1997. године, као подручје изузетно вредно са становишта разноврсности биљног и животињског света и њихових заједница, као и геолошких, геоморфолошких и хидролошких карактеристика.

## Географски положај
Масив Старе планине налази се у источном појасу Карпато-балканида, у оквиру кога представља западни део масива Балкана, који се у целини налази у Бугарској. Стару планину изграђује планински венац који почиње од обронака Вршке Чуке изнад Зајечара, а затим се пружа према југоистоку, одакле се нагло издиже изнад Књажевца и прелази у високи планински масив који се лучно пружа правцем северозапад-југоисток, достижући највећу висину на врху Миџор. Североисточне падине налазе се на територији Бугарске, док се југоисточне падине са побрђима налазе на територији Србије. Планински масив Старе планине се састоји из два дела: Заглавка и Висока. На Старој планини налазе се водопади Пиљски скок и Бигар који заузимају друго и треће место највиших водопада у Србији. Пиљски скок налази се на Пиљском потоку, а водопад се слива са 64 метара висине. Налази се на највишем делу Старе планине и откривен је веома касно 2002. године од стране Владимира Манића из Ниша. Водопад Бигар се налази на потоку Буковски до, неколико километара јужно од Калне. Водопад је висок 35 метара и представља ушће у Стањанску реку.

## Климатске карактеристике
Стару планину карактерише умерено-континентална субпланинско-планинска клима. Идући од нижих према вишим деловима смањује се просечна температура, а повећава влажност ваздуха. Са просечном температуром од 0,5 °C, најхладнији месец је јануар, док је најтоплији јул, са просечном температуром од 22 °C. Средња годишња висина падавина износи 960.5 mm. Највише падавина излучи се у мају, а најмање у септембру.

## Геоморфолошке карактеристике
Рељеф Старе планине одликује се великом рашчлањеношћу. Основна карактеристика рељефа ове области су оштро усечене и дубоке долине кратких токова. Ова карактеристика условљена је, у највећој мери, геолошком грађом терена. Рељеф Старе планине је у основи тектонског порекла (морфоструктуре настале су дејством тектонских покрета), а обликован је елувијалним, делувијалним, пролувијалним, колувијалним, флувијалним и крашким процесом.
Као објекти геоморфолошког наслеђа издвајају се:
- долина потока Бигар - долина је у целини изграђена од бигра. У овој долини се налази водопад висок 35 метара, који уједно представља и ушће у Стањанску реку, једну од изворишних кракова Трговишког Тимока;
- Бабин зуб - група остењака, изграђених од кварцних пешчара. Карактерише се, осим великог броја ових геоморфолошких облика, и видиковцем;
- укљештени меандри Темштице - усекла их је река Темштица, у оквиру клисуре дубоке 160—260 метара, у црвеним пешчарима;
- клисура Владикине плоче - налази се између села Рсовци и Паклештица, у потезу од 2 километра. У јурским седиментима је усекла река Височица. У геоморфолошком погледу карактеристична је по укљештеним меандрима, и великом броју (око 15) пећина, које се налазе у овој клисури;
- клисура Росомачке реке - простире се између села Росомач и Славиња, у седиментима јурске старости. Са геоморфолошког аспекта карактеристична је по тзв. росомачким лонцима. То су удубљења која настају процесом вертикалне флувијалне ерозије. Налазе се на местима где река нагло са каскада пада у корито, па се, због велике кинетичке енергије воде, врши удубљивање дела речног корита непосредно иза каскада. Њихова ширина може бити и до 4 m у пречнику;
- крашка депресија Понор - представља крашку депресију без површинског отицања воде. Дужа страна ове депресије простире се правцем северозапад-југоисток. Богата је изворима који се јављају на њеним ободима. Ови извори су велике издашности, са температуром воде од 5—8 °C.

## Геолошка грађа
Најстарије стене у овом подручју су амфиболити и амфиболитски шкриљци, кварцити, мермери и амфиболитско-биотитски гнајсеви протерозојске старости.
Камбријумске творевине представљене су фосилоносним творевинама са метаморфним саставом вулканогено-седиментног карактера. Стуб стена силурске старости започиње метаконгломератима са којима се смењују метаморфисане аркозе и аргилошисти са прослојцима мермерастих кречњака. Карбон је представљен седиментним и вулканогено-седиментним творевинама: теригене стене са угљем и туфовима. Перм је представљен црвеним пешчарима и конгломератима.
Мезозојске стене су доста добро развијене у овом подручју, и може се пратити развој по свим катовима мезозоика. Тријаске стене представљене су теригеним седиментима, теригено-карбонатним седиментима са маринском фауном, кречњака са брахиоподима и шкољкама и црвеном серијом. Јурске стене, које изграђују највећи део подручја, су: кластичне творевине преко којих леже амонити, плавичасти глинци са шкољкама, пешчари, песковити кречњаци, банковити и слојевити кречњаци са рожнацима и банковити спрудни кречњаци. Кредни седименти представљени су: песковитим и лапоровитим кречњацима, лапорцима, пешчарима, глинцима, вулканским агломератима, бречама, туфовима, туфитима и андезитима.

## Живи свет
Парк природе Стара планина одликује се изузетном биолошком разноврсношћу. На овом подручју живи око 1200 врста и подврста виших биљака, од чега је 115 ендемичних врста биљака, преко 100 заштићених и строго заштићених врста и више од 50 врста које се налазе на списку угрожене европске флоре. Све ове врсте граде 52 различите шумске, жбунасте и зељасте биљне заједнице. Што се животињског света тиче, Парк природе Стара планина представља станиште за око 150 врста птица гнездарица, 30 врста сисара, 6 врста водоземаца, 12 врста гмизаваца и 26 врста риба.

## Биљни свет
Стара планина је строги природни резерват са великим бројем разноврсних биљних заједница (фитоценоза): шумске, жбунасте, ливадске, пашњачке и тресавске. Висински се уочавају појасеви са појединим доминантним врстама: храстов појас, буков појас, смрчев појас и појас субалпијске жбунасте вегетације. Неке од ових заједница спадају у ендемичне или реликтне. Реликтне полудоминантне шумске заједнице су: зајединца букве, панчићевог маклена и мечје леске (Fago-Aceti intermediae – Colurentum), заједница храста, панчићевог маклена и мечје леске (Querco – Aceri intermediae - Colurentum), заједница предпланинске букве и других врста на силикату (Fagetum submontanum mixtum silicicolum), заједница грабића, храста и других дрвенастих врста на кречњаку (Carpino orientalis – Quarcetum mixtum calciolum), заједница јоргована (Syringetum vulgaris), заједница шлеске врбе и зелене јове (Salici Alnetum viridis). Од фитоцентоза ливада и пашњака, ендемичне су: заједница лука и оштрице (Allio – Caricetum leavis), заједница великог макља (Festucetum paniculatae), заједница боровнице и бруснице (Vaccinietum myrtilli), заједница росуље и оштрица (Drosero – Caricetum stellulatae), заједница режухе и балканске киселице (Cardamino – Rumicetum balcanicae), заједница црног омана (Telekietum specisae) и заједница звончића и каменица (Symphyandro – Saxifragetum moschatae).
До сада је издвојено неколико локалитета који су проглашени за строге природне резервате:
- Драганиште - резерват којим је обухваћена заједница шума европске смрче (Picetum excelsae serbicum Rudski 1949), који изграђује типичан појас на Старој планини;
- Голема река - резерват који обухвата аутохтону шумску заједницу типа прашуме, коју сачињава заједница планинске букве (Luzulo-Fagetum serbicum), а намењен је за очување генофонда;
- Вражја глава - значајан локалитет у шумском комплексу Старе планине, на којем се може пратити спонтани развој и сукцесија биљних врста које су у њеном саставу, а посебно планинског јавора (Acer heldreichii), као ендемита Балканског полуострва. У тим шумама расте и ретка биљна врста из породице вресова Pirola minor;
- Три чуке - најинтересантнији локалитет јер обухвата ретку субалпску заједницу бора кривуља (Pinetum mughi) на највишим врховима и представља једино налазиште бора кривуља које је до сада сачувано;
- Смрче (Арбиње) - резерват издвојен због најочуванијих и најлепших смрчевих шума на Старој планини и у Србији уопште. Уз монодоминантну шумску заједницу смрче (Piceutm abietis montanum) постоји типична тресавска, сфагнумска заједница са стално принављаним тресетом уз изворе и потоке (Ass.Carici–Sphagno-Eriophoretum R.Jov.1978);
- Копрен - значајан као налазиште биљака месождерки, росуље (Drosera rotundifolia) и врста из рода Pinguicula.[8][9]

### Ретке и заштићене врсте
Дугогодишња истраживања показала су да Стара планина спада у флористички најбогатије делове Србије, Балкана и Европе. Специфичан географски положај, разноврсност геолошке подлоге, надморска висина и историјски развој утицали су на изузетну разноликост биљног света овог подручја. На Старој планини расте више од хиљаду различитих врста биљака, од којих преко сто представљају ендемите. Под заштиту је, као природна реткост на подручју Србије, стављено 40 врста. Неке од њих су: бор кривуљ, зелена јова, степски лужњак, гороцвет, планинска саса, косовски божур, планински јавор, шумски љиљан, тресавски каћун, патуљаста перуника и др. Међу природним реткостима налази се и неколико врста орхидеја, а свакако су значајне и друге ретке врсте, међу којима неке и ендемске: криласти звончић (Campanula calycialata), пикобојка (Svertia perenis), карпатска тоција (Tozzia alpina carpatica), Панчићева жабља трава (Senecio pancicci), планинска звончица (Soldanella hungarica), руђевица (Oxyria digyna), дебељача (Pingicula leptoceras), росуља (Drosera rotundifolia), кукуријак (Eranthis hyemalis), жута линцура (Gentiana lutea), и пегава линцура (Gentiana punctata). Многе од њих су такође заштићене или се чак налазе у Црвеној књизи флоре Србије.

### Самоникле лековите и јестиве биљке
Традиција прикупљања самониклих лековитих и јестивих биљака изузетно је богата и дуга и представља значајно наслеђе. Сакупљање за сопствене потребе обично не угрожава опстанак ових биљака на природним стаништима али су оне извор зараде за многе становнике ових предела. Зато су, због опасности од нерационалног прикупљања, многе врсте законом заштићене, а њихово прикупљање забрањено или ограничено и контролисано.

#### Лековите биљке
На обронцима Старе планине могу се срести, између осталих, и следеће лековите врсте: обична клека (Juniperus communis), копитњак (Asarum europaeum), руса (Chellidonium majus), сапуњача (Saponaria officinalis), зечји трн (Ononis spinosa), крушина (Frangula alnus), бела имела (Viscum album), дивља анђелика (Angelica sylvestris), жута линцура (Gentiana lutea), пољски раставић и многе друге.

#### Гљиве
На Старој планини расту и гљиве које имају, или могу имати економску вредност, какве су: крачун (Agaricus macrosporus), рудњача (Agaricus campestris), – благва или књегиња (Amanita caesarea), прави вргањ (Boletus edulis), краљевски вргањ (Boletus regius), лисичарка (Cantharellus cibarius), сунчаница (Macrolepiota procera) и друге.

#### Самоникло воће
Шумско воће се може разматрати са аспекта органске хране, али и са аспекта лековитог биља. Широко подручје које захвата Стара планина има разноврсне биљне заједнице са великим бројем биљних врста, самониклог шумског воћа међу којима се својом учесталошћу и бројношћу могу издвојити боровница, брусница и малина. Боровница и брусница чешће су у заједницама са Четинарима, док се малина најчешће среће у буковим шумама.

#### Галерија "Биљни свет на Старој планини"
- Шевар
- Цвеће и разно растиње
- Ливадско цвеће
- Шуме Старе планине
- Цвеће а у позадини Бабин зуб
- Јабучко равниште

## Животињски свет
На подручју Старе планине заступљена су четири биома, у оквиру чијих станишта је разноврсна фауна која прати вертикалну зоналност, а огледа се кроз богатство фауне дневних лептира, гмизаваца и водоземаца (херпетофауне), риба, а посебно читаво подручје Старе планине представља регион фауне птица, као и 30 врста сисара.
На подручју Парка природе утврђено је 116 врста дневних лептира, од којих су 22 новоутврђене врсте, док 6 врста представља глацијалне реликте. Од укупно 46 врста херпетофауне, колико се претпоставља да насељава подручје Србије, на подручју Парка природе установљено је 18 врста, од чега 6 врста припада класи водоземаца, а 12 класи гмизаваца. Рибе су заступљене са 26 врста.
Читаво подручје Старе планине представља салмоидни регион фауне птица, представљене са 203 врсте, што је највећи диверзитет фауне птица на било којој планини Србије, бивше Југославије и већем делу Балкана. Од птица које су своје уточиште пронашле у Парку природе Стара планина треба истаћи гаћасту кукумавку (Aegolius funereus) и друге врсте сова, планинског детлића (Dendrocopos leucotos), риђег мишара (Buteo rufinus), сивог сокола (Falco peregrinus), сурог орла (Aquila chrysaetos), тетреба (Tetrao) и др. Стара планина је укључена у регистар подручја од међународног значаја за птице Европе (IBA - International birds areas), са површином од 44.000 ha.
Фауна сисара заступљена је са 30 врста, међу којима се посебно истичу текуница (Spermophilus citellus), снежна волухарица (Chionomys nivalis), рис (Lynx lynx) и медвед (Ursus arctos).

## Галерија
- Црни лептири на Старој планини
- Зеленкасти шарени лептири на Старој планини
- Змија у резервату Арбиње
- Жаба у Дојкиначкој реци
- Мала жаба у Дојкиначкој реци